# がんゲノム医療
がんゲノム医療（がんゲノムいりょう）は、がん細胞内の遺伝子を解析することで、患者一人ひとりの体質や病状に合った診断・治療を行う医療である。

## 概要
分子標的薬の開発と同時にコンパニオン診断やがん遺伝子パネル検査とよばれる遺伝子検査の技術が進歩したことにより、がんゲノム医療が普及している。しかし、遺伝子変異があっても使用できる薬がない場合もあり、がん遺伝子パネル検査を受けて、自分に合う薬の使用（臨床試験を含む）に結び付く患者は、全体の10~20％程度と言われている。
2022年1月現在、がん遺伝子パネル検査は、標準治療が終わる、もしくは標準治療がない患者を対象として保険診療が認められている。薬剤に関しては、例えば乳がんにおけるHER-2遺伝子増幅、非小細胞肺がんにおけるEGFR遺伝子変異やALK融合遺伝子、悪性黒色腫におけるBRAF遺伝子変異などで分子標的薬による治療が保険診療で行われている。
がん遺伝子パネル検査に基づく診断・治療は、がんゲノム医療中核拠点病院、同拠点病院、同連携病院と呼ばれる高度ながん医療を提供する施設でなければ実施できない。

## がんゲノム医療中核拠点病院等
がんゲノム医療中核拠点病院等は、既存のがん診療連携拠点病院の中から厚生労働大臣が認可する形で指定され、その指定要件別に以下の3種類に分けられる。
1. がんゲノム医療中核拠点病院
がんゲノム医療を牽引する高度な機能を有する医療機関
2. がんゲノム医療拠点病院
がんゲノム医療を提供する機能を有する医療機関
3. がんゲノム医療連携病院
中核拠点病院又は拠点病院と連携して、がんゲノム医療を提供する医療機関

## がんゲノム医療中核拠点病院等指定病院一覧
がんゲノム医療中核拠点病院等に指定された病院の一覧。
- 太字はがんゲノム医療中核拠点病院。
- がんゲノム医療拠点病院、がんゲノム医療連携病院を含む。

### 北海道
- 国立病院機構北海道がんセンター（札幌市白石区）
- 恵佑会札幌病院（札幌市白石区）
- 市立札幌病院（札幌市中央区）
- 札幌医科大学附属病院（札幌市中央区）
- 札幌厚生病院（札幌市中央区）
- KKR札幌医療センター（札幌市豊平区）
- 北海道大学病院（札幌市北区）
- 市立函館病院（函館市）
- 函館五稜郭病院（函館市）
- 砂川市立病院（砂川市）
- 王子総合病院（苫小牧市）
- 旭川医科大学病院（旭川市）
- 旭川厚生病院（旭川市）
- 帯広厚生病院（帯広市）

### 東北地方

#### 青森県
- 弘前大学医学部附属病院（弘前市）

#### 岩手県
- 岩手医科大学附属病院（盛岡市）

#### 宮城県
- 宮城県立がんセンター（名取市）
- 東北大学病院（仙台市青葉区）
- 東北医科薬科大学病院（仙台市宮城野区）
- 石巻赤十字病院（石巻市）

#### 秋田県
- 秋田大学医学部附属病院（秋田市）

#### 山形県
- 山形県立中央病院（山形市）
- 山形大学医学部附属病院（山形市）
- 日本海総合病院（酒田市）

#### 福島県
- 福島県立医科大学附属病院（福島市）

### 関東地方

#### 茨城県
- 茨城県立中央病院（笠間市）
- 国立病院機構水戸医療センター（茨城町）
- 総合病院土浦協同病院（土浦市）
- 筑波大学附属病院（つくば市）

#### 栃木県
- 栃木県立がんセンター（宇都宮市）
- 栃木県済生会宇都宮病院（宇都宮市）
- 獨協医科大学病院（下都賀郡壬生町）

- 自治医科大学附属病院（下野市）

#### 群馬県
- 群馬県立がんセンター（太田市）
- 群馬大学医学部附属病院（前橋市）

#### 埼玉県
- 埼玉県立がんセンター（北足立郡伊奈町）
- さいたま赤十字病院（さいたま市中央区）
- 自治医科大学附属さいたま医療センター（さいたま市大宮区）
- 獨協医科大学埼玉医療センター（越谷市）

#### 千葉県
- 千葉大学医学部附属病院（千葉市中央区）
- 千葉県がんセンター（千葉市中央区）
- 船橋市立医療センター（船橋市）
- 国立がん研究センター東病院（柏市）
- 順天堂大学医学部附属浦安病院（浦安市）
- 総合病院国保旭中央病院（旭市）
- 亀田総合病院（鴨川市）

#### 東京都
- がん研究会有明病院（江東区）
- 東京都立駒込病院（文京区）
- 東京都立墨東病院（墨田区）
- 日本大学医学部附属板橋病院（板橋区）
- 帝京大学医学部附属病院（板橋区）
- 東京大学医学部附属病院（文京区）
- 日本医科大学付属病院（文京区）
- 順天堂大学医学部附属順天堂医院（文京区）
- 東京医科歯科大学医学部附属病院（文京区）
- 聖路加国際病院（中央区）
- 東京慈恵会医科大学附属病院（港区）
- 虎の門病院（港区）
- 慶應義塾大学病院（新宿区）
- 東京医科大学病院（新宿区）

- 国立国際医療研究センター病院（新宿区）
- 日本赤十字社医療センター（渋谷区）
- 国立病院機構東京医療センター（目黒区）
- NTT東日本関東病院（品川区）
- 昭和大学病院（品川区）
- 東邦大学医療センター大森病院（大田区）
- 武蔵野赤十字病院（武蔵野市）
- 杏林大学医学部付属病院（三鷹市）
- 東京都立多摩総合医療センター（府中市）

#### 神奈川県
- 神奈川県立がんセンター（横浜市旭区）
- 横浜市立大学附属病院（横浜市金沢区）
- 横浜市立市民病院（横浜市神奈川区）
- 横浜労災病院（横浜市港北区）
- 横浜市立みなと赤十字病院（横浜市中区）
- 昭和大学横浜市北部病院（横浜市都筑区）
- 横浜市立大学附属市民総合医療センター（横浜市南区）
- 藤沢市民病院（藤沢市）
- 聖マリアンナ医科大学病院（川崎市宮前区）
- 横須賀共済病院（横須賀市）
- 北里大学病院（相模原市南区）
- 東海大学医学部付属病院（伊勢原市）

### 中部地方

#### 新潟県
- 新潟県立がんセンター新潟病院（新潟市中央区）
- 新潟市民病院（新潟市中央区）
- 新潟大学医歯学総合病院（新潟市中央区）
- 長岡中央綜合病院（長岡市）
- 長岡赤十字病院（長岡市）

#### 富山県
- 富山県立中央病院（富山市）
- 富山大学附属病院（富山市）

#### 石川県
- 金沢大学附属病院（金沢市）
- 石川県立中央病院（金沢市）
- 金沢医科大学病院（河北郡内灘町）

#### 福井県
- 福井県立病院（福井市）
- 福井赤十字病院（福井市）
- 福井大学医学部附属病院（吉田郡永平寺町）

#### 長野県
- 信州大学医学部附属病院（松本市）
- 長野赤十字病院（長野市）
- 長野市民病院（長野市）
- 佐久総合病院佐久医療センター（佐久市）
- 諏訪赤十字病院（諏訪市）

#### 岐阜県
- 岐阜大学医学部附属病院（岐阜市）
- 岐阜県総合医療センター（岐阜市）
- 岐阜市民病院（岐阜市）
- 大垣市民病院（大垣市）

- 岐阜県立多治見病院（多治見市）
- 中濃厚生病院（関市）
- 中部国際医療センター（美濃加茂市）

#### 静岡県
- 静岡県立静岡がんセンター（駿東郡長泉町）
- 静岡県立総合病院（静岡市葵区）
- 聖隷三方原病院（浜松市中央区）
- 聖隷浜松病院（浜松市中央区）
- 浜松医療センター（浜松市中央区）
- 浜松医科大学医学部附属病院（浜松市中央区）
- 藤枝市立総合病院（藤枝市）
- 磐田市立総合病院（磐田市）

#### 愛知県
- 愛知県がんセンター中央病院（名古屋市千種区）
- 国立病院機構名古屋医療センター（名古屋市中区）
- 名古屋大学医学部附属病院（名古屋市昭和区）
- 地域医療機能推進機構中京病院（名古屋市南区）
- 名古屋市立大学病院（名古屋市瑞穂区）
- 名古屋第一赤十字病院（名古屋市中村区）
- 名古屋第二赤十字病院（名古屋市昭和区）
- 小牧市民病院（小牧市）
- 藤田医科大学病院（豊明市）
- 安城更生病院（安城市）
- 豊橋市民病院（豊橋市）
- 一宮市立市民病院（一宮市）
- 公立陶生病院（瀬戸市）
- 豊田厚生病院（豊田市）

### 近畿地方

#### 三重県
- 三重大学医学部附属病院（津市）
- 伊勢赤十字病院（伊勢市）

#### 滋賀県
- 滋賀県立総合病院（守山市）
- 滋賀医科大学医学部附属病院（大津市）
- 市立長浜病院（長浜市）

#### 京都府
- 京都府立医科大学附属病院（京都市上京区）
- 京都大学医学部附属病院（京都市左京区）
- 京都第二赤十字病院（京都市上京区）
- 国立病院機構京都医療センター（京都市伏見区）
- 社会福祉法人京都社会事業財団 京都桂病院（京都市西京区）
- 京都市立病院（京都市中京区）
- 京都第一赤十字病院（京都市東山区）

#### 大阪府
- 大阪国際がんセンター（大阪市中央区）
- 大阪公立大学医学部附属病院（大阪市阿倍野区）
- 大阪市立総合医療センター（大阪市都島区）
- 大阪赤十字病院（大阪市天王寺区）
- 国立病院機構大阪医療センター（大阪市中央区）
- 大阪急性期・総合医療センター（大阪市住吉区）
- 大阪大学医学部附属病院（吹田市）
- 市立豊中病院（豊中市）
- 大阪医科薬科大学病院（高槻市）

- 関西医科大学附属病院（枚方市）
- 市立東大阪医療センター（東大阪市）
- 近畿大学病院（大阪狭山市）
- 国立病院機構大阪南医療センター（河内長野市）
- 市立岸和田市民病院（岸和田市）
- 大阪ろうさい病院（堺市北区）
- 堺市立総合医療センター（堺市西区）

#### 兵庫県
- 兵庫県立がんセンター（明石市）
- 神戸大学医学部附属病院（神戸市中央区）
- 神戸市立医療センター中央市民病院（神戸市中央区）
- 神鋼記念病院（神戸市灘区）
- 神戸市立西神戸医療センター（神戸市西区）
- 関西労災病院（尼崎市）
- 兵庫医科大学病院（西宮市）

- 姫路赤十字病院（姫路市）

#### 奈良県
- 奈良県立医科大学附属病院（橿原市）
- 奈良県総合医療センター（奈良市）
- 市立奈良病院（奈良市）

- 天理よろづ相談所病院（天理市）
- 近畿大学奈良病院（生駒市）

#### 和歌山県
- 和歌山県立医科大学附属病院（和歌山市）
- 日本赤十字社和歌山医療センター（和歌山市）

### 中国地方

#### 鳥取県
- 鳥取大学医学部附属病院（米子市）
- 鳥取県立中央病院（鳥取市）

#### 島根県
- 島根大学医学部附属病院（出雲市）
- 島根県立中央病院（出雲市）
- 松江市立病院（松江市）

- 松江赤十字病院（松江市）

#### 岡山県
- 岡山大学病院（岡山市北区）
- 岡山済生会総合病院（岡山市北区）
- 総合病院岡山赤十字病院（岡山市北区）
- 国立病院機構岡山医療センター（岡山市北区）

- 倉敷中央病院（倉敷市）
- 川崎医科大学附属病院（倉敷市）
- 津山中央病院（津山市）

#### 広島県
- 広島大学病院（広島市南区）
- 県立広島病院（広島市南区）
- 広島市立広島市民病院（広島市中区）
- 広島赤十字・原爆病院（広島市中区）
- 広島市立安佐市民病院（広島市安佐北区）
- 廣島総合病院（廿日市市）

- 国立病院機構呉医療センター（呉市）
- 国立病院機構東広島医療センター（東広島市）
- 尾道総合病院（尾道市）
- 福山市民病院（福山市）
- 市立三次中央病院（三次市）

#### 山口県
- 山口大学医学部附属病院（宇部市）
- 山口県立総合医療センター（防府市）
- 国立病院機構岩国医療センター（岩国市）
- 地域医療機能推進機構徳山中央病院（周南市）

### 四国地方

#### 徳島県
- 徳島大学病院（徳島市）

#### 香川県
- 香川大学医学部附属病院（木田郡三木町）
- 香川県立中央病院（高松市）

- 高松赤十字病院（高松市）
- 香川労災病院（丸亀市）

#### 愛媛県
- 国立病院機構四国がんセンター（松山市）
- 愛媛県立中央病院（松山市）
- 松山赤十字病院（松山市）
- 愛媛大学医学部附属病院（東温市）

#### 高知県
- 高知大学医学部附属病院（南国市）
- 高知医療センター（高知市）

### 九州地方

#### 福岡県
- 国立病院機構九州がんセンター（福岡市南区）
- 九州大学病院（福岡市東区）
- 国立病院機構九州医療センター（福岡市中央区）
- 福岡県済生会福岡総合病院（福岡市中央区）
- 公立学校共済組合九州中央病院（福岡市南区）
- 福岡大学病院（福岡市城南区）
- 北九州市立医療センター（北九州市小倉北区）
- 地域医療機能推進機構九州病院（北九州市八幡西区）
- 産業医科大学病院（北九州市八幡西区）
- 久留米大学病院（久留米市）
- 聖マリア病院（久留米市）

#### 佐賀県
- 佐賀大学医学部附属病院（佐賀市）
- 佐賀県医療センター好生館（佐賀市）

#### 長崎県
- 長崎大学病院（長崎市）
- 佐世保市総合医療センター（佐世保市）
- 国立病院機構長崎医療センター（大村市）

#### 熊本県
- 熊本大学病院（熊本市中央区）
- 熊本赤十字病院（熊本市東区）
- 済生会熊本病院（熊本市南区）

#### 大分県
- 大分大学医学部附属病院（由布市）
- 大分県立病院（大分市）
- 中津市立中津市民病院（中津市）

#### 宮崎県
- 宮崎大学医学部附属病院（宮崎市）
- 県立宮崎病院（宮崎市）

#### 鹿児島県
- 鹿児島大学病院（鹿児島市）
- 鹿児島市立病院（鹿児島市）
- 相良病院（鹿児島市） - 特定領域がん診療連携拠点病院

#### 沖縄県
- 琉球大学病院（中頭郡西原町）

- 沖縄県立中部病院（うるま市）